# HMS Abelia (K184)
HMS Abelia foi uma corveta da Classe Flower que serviu a Marinha Real Britânica como barco patrulha durante a Segunda Guerra Mundial . Após o término da Guerra, foi transformado em navio cargueiro atuando como navio mercante até ser desmontado em 1966. Recebeu os nomes de Kraft sendo renomeado em 1954 com Arne Skontorpiksi navegando sob a bandeira da Noruega.